# Andrea Dotti (beato)
Andrea Dotti (Sansepolcro, 1256 – Barucola, 31 agosto 1315) è stato un presbitero italiano appartenente all'ordine dei Servi di Maria, è venerato come beato dalla Chiesa cattolica dal 1806.

## Biografia
Secondo una tradizione locale sarebbe stato fratello del conte Dotto Dotti, comandante degli Arcieri della Guardia di Filippo IV di Francia. Il giovane Andrea fu cresciuto come molti nobili del suo tempo, distinguendosi, tra l'altro, per il coraggio in combattimento.
Nel 1278 ascoltò un'omelia di Filippo Benizi (venerato in seguito come santo) all'apertura del capitolo dell'Ordine dei Servi di Maria a Sansepolcro. Oggetto dell'omelia era la rinuncia ai beni terreni come via di salvezza. Subito dopo decise di entrare nell'Ordine formato dal Benizi e due anni dopo (1280) fu ordinato sacerdote. Nel 1285 tornò a Sansepolcro. Si dice che poi abbia predicato in Umbria, Toscana, Piemonte e Lombardia tra il 1290 e il 1295. Nel 1295 fece unificare gli eremi di Montevicchi e della Barucola, sulla montagna di Sansepolcro, al convento cittadino dei Servi di Maria.
Da quel momento Andrea visse la sua vita nel convento di Sansepolcro e nell'eremo della Barucola. Morì alla Barucola la mattina del 31 agosto 1315; il suo corpo fu ritrovato dai confratelli sotto un grande faggio sembra nell'atto di pregare. Secondo la leggenda morì dopo una notte di preghiera all'ora esatta che sarebbe stata da lui predetta molto tempo prima.
Il corpo del Dotti è conservato all'interno dell'altare maggiore della chiesa di Santa Maria dei Servi.

## Culto
Il culto prestato alla memoria del Dotti fu confermato da papa Pio VII nel 1806.
Nel 1915 fu solennemente festeggiato il sesto centenario della morte; nel 2006 a Sansepolcro sono state organizzate iniziative culturali in occasione del secondo centenario dell'approvazione del culto. Il 31 agosto 2015, ricorrendo il settimo centenario della morte, è stata compiuta una ricognizione canonica sui resti mortali, conservati entro un'urna collocata nell'altare maggiore della chiesa di Santa Maria dei Servi di Sansepolcro. Le operazioni di analisi dei reperti ossei e di sistemazione si sono concluse il giorno 11 settembre, quando l'urna è stata sigillata al termine di una concelebrazione eucaristica presieduta dal vescovo Diocesano, Riccardo Fontana, alla quale hanno preso parte sacerdoti diocesani e numerosi frati Servi di Maria. Nella stessa occasione il postulatore dell'ordine ha consegnato alla chiesa dei Servi e alla Basilica Cattedrale reliquie del beato Andrea e del beato Ubaldo da Sansepolcro. Sempre l'11 settembre 2015 si è tenuto un convegno di studio sulla figura dei due beati promosso dall'Istituto Storico dell'Ordine dei Servi di Maria.
All'inizio del XX secolo, inoltre, presso la Parrocchia di Sant'Agostino in Santa Maria dei Servi a Sansepolcro era attivo un circolo giovanile denominato "Beato Andrea Dotti".
La memoria liturgica ricorre il 4 settembre (il 31 agosto per l'Ordine dei Servi di Maria). Il culto è diffuso presso i conventi dell'Ordine dei Servi di Maria; in Italia si concentra particolarmente a Sansepolcro, mentre l'antico eremo della Barucola, attualmente in stato di abbandono, continua a essere meta di pellegrini e turisti, se pur in numero piuttosto ridotto.

## Iconografia
La più antica immagine del beato Andrea Dotti a tutt'oggi nota è conservata in una cappella del transetto della chiesa di Santa Maria dei Servi a Siena e risale alla fine del XIV secolo o agli inizi del XV. Il Dotti è raffigurato vestito dell'abito del suo Ordine religioso con un libro nella mano sinistra e un rosario nella mano destra.

## Studi
L'archivio del convento dei Servi di Maria di Sansepolcro e quello dell'eremo della Barucola contengono alcuni atti nei quali figura fra Andrea da Sansepolcro, detto in un caso anche Andrea dell'eremo, in cui gli studiosi hanno individuato il beato. Tali documenti si conservano oggi nel fondo Sansepolcro, sezione Diplomatico, dell'archivio del convento della SS.ma Annunziata di Firenze e sono consultabili nell'edizione datane da Franco Andrea Dal Pino, I frati Servi di s. Maria dalle origini all'approvazione (1233 ca. - 1304), II, Louvain, 1972.
Lo studio più completo sulla figura del beato è ancora quello pubblicato nell'anno dell'approvazione del culto: Costantino Battini, Memorie intorno alla vita del beato Andrea Dotti, Firenze, 1807 al quale aggiungere il saggio di Andrea Czortek, Eremi cultor Burgensiumque splendor: il beato Andrea da Sansepolcro, in «Studi Storici dell'Ordine dei Servi di Maria», 64-65, tomo II, 2014-2015, pp. 471-525 e la voce di Aristide M. Serra, Dotti Andrea, in Dizionario Biografico degli Italiani, vol. 41, Roma 1992.